# Équipe de Grenade masculine de volley-ball
Cet article traite de l'équipe masculine. Pour l'équipe féminine, voir Équipe de Grenade féminine de volley-ball.
L'équipe de Grenade de volley-ball est composée des meilleurs joueurs Grenadins sélectionnés par la Fédération grenadine de Volleyball (Grenada Volleyball Association, GVA). Elle n'est actuellement pas classée par la Fédération Internationale de Volleyball au 15 janvier 2010.

## Sélection actuelle
Sélection pour les qualifications aux Championnats du monde 2010.

Entraîneur : Raphael Brathwaite  ; entraîneur-adjoint : Denzil Link 

## Palmarès et parcours

### Palmarès
Néant.